# 美髮博物館
美发博物馆是位于上海的一家关于发型的公益博物馆，其开办者为中国发型师张云飞。该博物馆关注世界美发行业和中国近代美发演变史，收藏有开办者个人收集的各种美发文物。

## 建筑布局
博物馆由两个展馆组成。
2014年10月17日，第一个展馆于上海浦东华润时代广场启用，展馆占地面积30余平方米，藏有2000多件美发文物。
2021年7月17日，第二展馆于上海市第二轻工业学校校内建成启用，展馆面积140平方米。